# آمازون گونه‌آبی
آمازون گونه‌آبی (نام علمی: Amazona dufresniana) نام یک گونه از سرده طوطی آمازون است.